# L'ultima carta (film 1913)
L'ultima carta o L'ultimo atout è un film del 1913 diretto da Baldassarre Negroni.